# Uchu kaijû Gamera
Uchu kaijû Gamera (宇宙怪獣ガメラ?, Uchu kaijū Gamera, lett. "Il mostro spaziale Gamera") è un film del 1980 diretto da Noriaki Yuasa.

## Trama
Quando il malvagio alieno Zanon arriva per schiavizzare la Terra, sembra che ogni speranza sia persa. Le supereroine terrestri, le Spacewomen, sono impotenti nel fermarlo. Devono chiedere l'aiuto di un giovane ragazzo che ha un legame speciale con la gigantesca tartaruga Gamera. L'amico di tutti i bambini combatte poi Gyaos (un enorme ibrido tra pipistrello vampiro e pterosauro), Zigra (uno squalo alieno), Viras (un calamaro alieno), Jiger (un dinosauro gigante preistorico femmina) e infine Guiron (un mostro alieno con una testa a forma di coltello) e Barugon (un enorme lucertola la cui lingua spruzza un gas congelante che può solidificare le cose e le cui spine sulla schiena emettono un potente raggio arcobaleno che può sciogliere o dissolvere qualsiasi oggetto solido). Alla fine, Gamera si sacrifica per distruggere Zanon una volta per tutte e proteggere la Terra per l'ultima volta.